# Рунку Мик (Хунедоара)
Рунку Мик (рум. Runcu Mic) насеље је у Румунији у округу Хунедоара у општини Вецел. Oпштина се налази на надморској висини од 776 m.

## Становништво
Према подацима из 2002. године у насељу је живело 25 становника, од којих су сви румунске националности.